# 도요타마히메
도요타마히메(豐玉姬神, トヨタマヒメ)는 일본 신화의 여신으로 《고사기》(古事記) 상권(上巻)의 야마사치히코(山幸彦)와 우미사치히코(海幸彦) 신화에 등장하는 여신이다.

## 개요
이름에 대해 《고사기》(古事記)는 도요타마비메(トヨタマビメ), 《일본서기》(日本書紀) ・ 《선대구사본기》(先代旧事本紀)에는 도요타마히메(トヨタマヒメ)로 읽고 있으며, 한자 표기도 전자는 豊玉毘売 ・ 豊玉毘売命, 후자는 豊玉姫 ・ 豊玉姫命로 표기하고 있다.
우미가미(海神, 바다의 신)인 오오와타쓰미노 카미(大綿津見神)의 딸로, 천손 니니기노 미코토(邇々芸命)가 오오야마쓰미노 카미(大山津見神)의 딸 코노하나노사쿠야노 히메(木花佐久夜毘売)와의 사이에서 얻은 아들인 호오리노 미코토(火遠理命, 야마사치히코山幸彦)와 결혼해 우가야후키아에즈노 미코토(鵜茅不合葺命)를 낳았다.
출산 당시 도요타마히메는 《고사기》나 《일본서기》 수록 일서(一書)에 따르면 8심(尋) 길이의 와니(和邇)의 모습(《일본서기》 본문에서는 용의 모습)을 하고 산실에 들어가 출산을 했는데, 남편 호오리노 미코토가 출산 장면을 엿보지 않겠다는 아내와의 약속을 어기고 출산 장면을 엿보는 바람에 바닷속의 나라 와다쓰미노쿠니(綿津見神の国)로 돌아가버렸다고 되어 있다. 우가야후키아에즈노 미코토는 도요타마히메의 여동생인 다마요리히메노 카미(玉依姫神) 손에서 자라났고, 훗날 다마요리히메와의 사이에서 카무야마토이와레비코노미코토(神倭伊波禮毘古命, 진무 천황)를 낳았다고 한다.

## 참고
기키(記紀) 신화에는 명확하게 기재되어 있지 않지만 '도요타마(豊玉)'라는 이름에는 일본 열도 안에서 곡옥(勾玉)이 많이 나는 곳이기도 했던 이즈모(出雲) 출신의 여인이라는 의미가 담겨 있다는 지적이 있다. 신화학자 마쓰야마 다케오(松村武雄, 1884-1969)에 따르면 여성이 고향에서의 원래 모습으로 돌아가 출산을 하고 이 모습을 배우자가 보아서는 안 된다는 금기는 여성이 남편 신과는 다른 부족의 신을 제사하는 동안의 금제 기간이 남편에게 있어서는 주술적인 효과를 발휘하며, 이를 범하게 되면 사회적인 제재를 받게 되는 습속을 반영하는 것으로, 와니(ワニ)라는 상상 속의 짐승으로 변한 것은 아마비토족(海人族)이 와니를 토템으로써 숭배했었음을 시사한다.
산실에 물새의 깃털을 쓴다는 것은 순산을 기원하는 주술로(석일본기釈日本紀, 일본기찬소日本紀纂疏), 산실이 지어졌을 때 아메노오시히토노 미코토(天忍人命)가 게를 쓸었다는 것은 태어날 아이의 장수와 소재(疏災)를 비는 의식, 산실을 완전히 봉쇄하는 것은 오키나와에서도 볼 수 있는 풍습이며, 산실을 바닷가에 짓는 것은 물이 가진 신비한 힘으로 태어날 아이의 영험한 능력을 증명해보이는 것과 관련된 것이다.
남편이 도요타마히메에게 새로 태어난 아이의 이름을 묻는 것은 《고사기》 스이닌 천황(垂仁天皇)조의 기록과 같이 아이의 이름을 짓는 권한이 어머니에게 있었던 시대의 잔재이며, 도요타마히메가 바다와 뭍을 오가는 것을 끊어버렸다는 것은 요모쓰히라사카(黄泉比良坂)에서 이자나기와 이자나미의 신화를 떠올리게 하며, 고대 이전의 모계 사회와 고대의 부계 사회 사이의 충돌을 보여준다.
《금석수가백선》(今昔秀歌百撰)에 도요타마히메노 미코토가 지었다는 와카 한 수가 실려 있다.

## 같이 보기
- 와타즈미 신사